# Planets in the wires
Planets in the wires is een studioalbum van Radio Massacre International. Het is de eerste geperste compact disc op hun eigen platenlabel Northern Echo Recordings. Het contract met Centaur Discs Ltd. werd niet verlengd, want Centaur Discs stopte met het uitgeven van cd’s. De opnamen voor dit album vonden plaats op 19 april 2001 te Londen en 20 mei van datzelfde jaar te Manchester (in beginsel thuishaven van de band). De titel Echoes heeft een zeer dun draadje naar Echoes van Pink Floyd, het enige verband is dat als Pink Floyd en andere bands een nummer getiteld Echoes hebben, dan zou RMI er ook een moeten hebben.   

## Musici
- Steve Dinsdale, Duncan Goddard, Gary Houghton – synthesizers, gitaar, basgitaar

## Muziek
| Nr. | Titel                | Duur  |
| --- | -------------------- | ----- |
| 1.  | Planets in the wires | 29:33 |
| 2.  | Echoes               | 44:30 |